# 金莲历史遗迹区

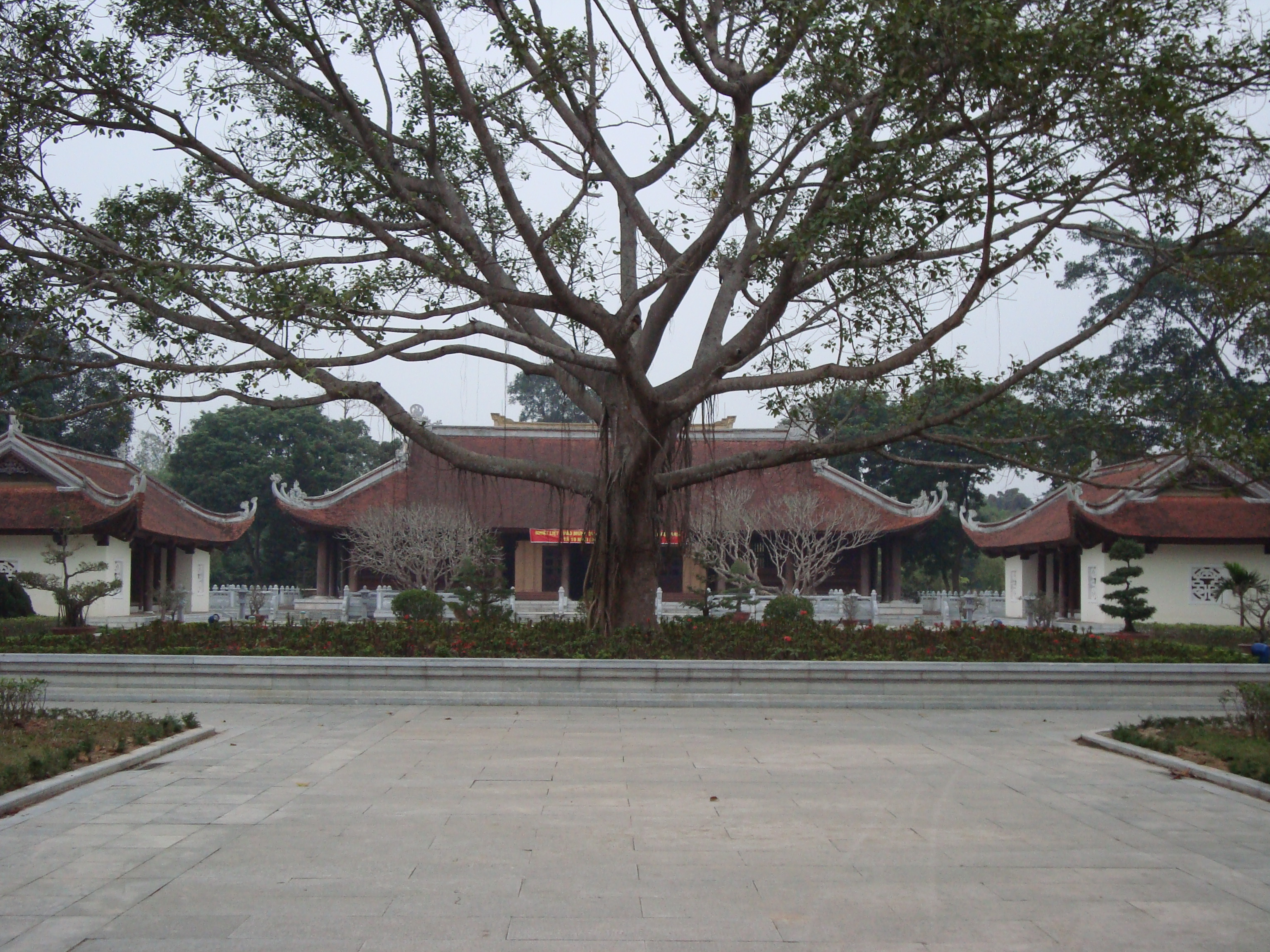
金莲历史遗迹区

金莲历史遗迹区 (越南语：／，又称金莲博物馆（英語：Kim Liên Museum），是越南乂安省南坛县金蓮社的一处历史遗迹。
1890年至1895年，胡志明的父亲阮生色担任副县长时，胡志明曾住在这里。该建筑于1959年重建，由棕榈叶茅草屋顶和竹篱笆墙组成。
馆内设有礼品店，免费入场。